# Solanum pumilum
Solanum pumilum är en potatisväxtart som beskrevs av Michel Félix Dunal. Solanum pumilum ingår i släktet skattor som ingår i familjen potatisväxter. Inga underarter finns listade i Catalogue of Life.